# Bulbul de Somàlia
El bulbul de Somàlia (Pycnonotus somaliensis; syn: Pycnonotus somaliensistricolor) és una espècie d'ocell de la família dels picnonòtids (Pycnonotidae). Es troba a Djibouti, al nord-oest de Somàlia i al nord-est d'Etiòpia. El seu estat de conservació es considera no evaluat.

## Taxonomia
Segons la llista mundial d'ocells del Congrés Ornitològic Internacional (versió 13.2, juliol 2023) aquest tàxon tindria la categoria d'espècie. Tanmateix, altres obres taxonòmiques, com el Handook of the Birds of the World i la quarta versió de la BirdLife International Checklist of the birds of the world (Desembre 2019), el consideren una subespècie del bulbul comú (P. barbatus somaliensis).